# 甯贙
甯贙（573年—608年），字翔威，隋朝地方官员，钦州乌武僚人（壮族）首领。
甯贙是钦州刺史甯猛力之子，世代为钦州土官。隋朝开皇十四年（594年），甯贙入朝长安，朝见隋文帝，授为大都督。仁寿二年（602年），朝廷加授他为仪同三司。隋炀帝大业四年（608年），甯贙在任上去世，安葬在钦州石狗坪。其弟甯长真。